# Castell del Boi
El castell del Boi es troba al terme municipal de Vistabella del Maestrat, a la comarca de l'Alt Maestrat, al País Valencià, en un promontori de la serra del Boi, a una altitud de 1200 metres.

## Història
La zona de Vistabella del Maestrat va estar habitada, segons indiquen les restes arqueològiques trobades en aquesta, des de l'edat del bronze (1500-1000 aC). Malgrat això, el nucli poblacional va començar a tenir importància molt més tard, a l'edat mitjana, quan el castell del Boi va ser un dels integrants de la «Tinença o Setena de Culla», que pertanyia a Blasc d'Alagón des de 1253.
Hi ha molts i diversos documents en els quals apareix nomenat el castell del Boi, per exemple en la Carta Pobla de Vistabella, datada en 1251, en concret del 3 d'abril de l'esmentat any.
Finalment, l'11 de maig de 1303, el castell passa a mans de Berenguer Cardona, Mestre del Temple, al vendre Guillem d'Anglesola el castell de Culla amb els seus castells del Boi i Vistabella, qui per la seva banda els havia heretat dels seus ascendents. Més tard del Temple passa a l'orde de Montesa.
Donada la seva posició, en una zona en la qual tan sols hi havia una petita alqueria homònima, que l'any 1320 comptava amb 20 cases, fa pensar que la seva finalitat era d'índole estrictament militar, ja que se situava en el camí que unia el nord del territori del riu de Montlleó amb Culla.

## El castell
El castell es troba al cim d'una muntanya de la serra del Boi, a 1 120 metres d'altitud, la seva localització permet catalogar com a castell roquer. Es disposa al llarg d'una plataforma natural amb una elevació central que es va aprofitar per a la construcció del recinte fortificat superior. Actualment només queden restes de les muralles i de dues torres (de planta quadrada), que permeten suposar l'existència d'entre tres i quatre torres elevades, que es fonien amb les roques del precipici sobre el qual es van construir.
S'han trobat fonaments d'alguns habitatges i habitacions, de planta quadrangular a la part sud del castell, on també s'han localitzat restes arqueològiques de ceràmica de les edats del bronze i medieval.

## L'ermita
Als peus del turó sobre la qual s'eleven les restes del castell del Boi, a uns quatre quilòmetres aproximadament es pot localitzar l'ermita de Sant Bertomeu, que està catalogada com a Bé Immoble de Rellevància Local, que a més és dintre l'entorn de protecció del castell del Boi.